# Ельчанинов, Иван Николаевич
Ива́н Никола́евич Ельчани́нов (29 августа 1862 — 1919) — русский генеалог и архивист, метеоролог.
Иван Николаевич Ельчанинов родился в 1862 году в Ярославской губернии, с которой и была связана почти вся его деятельность.
Получил агрономическое образование в Московской земледельческой школе. Заведовал Шубино-Вахтинской сельскохозяйственной школой (село Шубино Даниловского уезда). В начале XX века организовал аналогичную школу в Большом Селе Угличского уезда. Служил агрономом в Романово-Борисоглебском уезде. Был секретарём и историком Ярославского общества сельского хозяйства.
Написал несколько значительных трудов в области метеорологии, основанных на собственных длительных исследованиях; получил за них в 1894 году серебряную медаль от Общества любителей естествознания, антропологии и этнографии. Также был членом-корреспондентом Николаевской главной физической обсерватории.
В то же время имел склонность к занятиям генеалогией и много работал в архиве ярославского депутатского собрания. Работал в Ярославской губернской учёной архивной комиссии. Был членом Историко-родословного общества в Москве. Опубликовал ряд исследований, основные из них — «Материалы для генеалогии Ярославского дворянства» (единственное крупное исследование по истории местных дворянских родов) и «Материалы для истории Ярославской военной силы в Отечественную войну».
Потеряв во время пожара в Ярославле летом 1918 года своё большое собрание книг и рукописи, переехал в Москву, поступил на службу в Главное архивное управление. Умер от недоедания в 1919 году.

## Публикации
- К истории Ярославского общества сельского хозяйства
- О снежном покрове Ярославской губернии. 1902.
- Материалы для климатологии Ярославской губернии
- Владельцы населенных имений в Ростовском уезде, в XVII и XVIII столетиях // Летопись историко-родословного общества, вып. 20. 1909.
- Материалы для истории ярославской военной силы в отечественной войне. Ярославль, 1913.
- Материалы для генеалогии дворянства Ярославской губернии. Ярославль, 1911—1916. Вып. 1-9.
- Ельчанинов Иван Николаевич, Флоренский Павел Александрович. Данные к жизнеописанию архим. Серапиона (Машкина): Родословие архимандрита Серапиона. Идеологическое древо архимандрита Серапиона. Родословное древо Машкиных // Богословский вестник, 1 № 2/3 (1917) 17. Страницы: 338—354.  (недоступная ссылка)
- Писцовая книга дворцовой ловецкой Рыбной слободы 1674, 1675 и 1676 гг. / Под ред. И. Н. Ельчанинова. —- Ярославль, 1917. —- 74 с.